# 20460 Robwhiteley
20460 Robwhiteley este o planetă minoră (asteroid), cu un diametru de 2,716 km, din Asteroid Amor. A fost descoperită pe 13 iunie 1999 la Catalina Station⁠(d) de Catalina Sky Survey. 
Obiectul prezintă o orbită caracterizată de o semiaxă mare de 1,8768066 UAi, o excentricitate de 0,412362, o înclinație de 33,94186 ° în raport cu ecliptica.